# Lopud
Lopud é uma ilha do Mar Adriático que fica na Croácia. Possui 4,5 km² e 220 habitantes.